# Carl Edvard Sterky
Carl Edvard Theodor Sterky, född den 23 juni 1871 i Stockholm, död där den 19 april 1946, var en svensk ämbetsman. Han var far till Håkan, Gösta och Ludvig Sterky.
Sterky blev student vid Uppsala universitet 1889 och avlade juris utriusque kandidatexamen där 1895. Han genomförde tingstjänstgöring i Svea hovrätt och Stockholms rådstugurätt 1895–1898. Sterky var reservauditör i Västmanlands regemente 1895–1904, amanuens i ecklesiastikdepartementet 1898–1907, krigsfiskal i krigshovrätten 1902–1907 samt krigsråd och chef för arméförvaltningens civila departements kanslibyrå 1907–1935. Han var sekreterare och sakkunnig i flera statliga utredningar och kommittéer. Sterky var vice ordförande i  i försvarsväsendets lönenämnd 1921–1934 och ledamot av direktionen för Sällskapet de gamlas vänner från 1935. Han invaldes som ledamot av Krigsvetenskapsakademien 1914. Sterky blev riddare av Vasaorden 1907 och av Nordstjärneorden 1910 samt kommendör av andra klassen av Vasaorden 1921 och av Nordstjärneorden 1925. Han vilar på Norra begravningsplatsen utanför Stockholm.